# Nerea Eizagirre
Nerea Eizagirre Lasa (* 4. Januar 2000 in Tolosa) ist eine spanische Fußballspielerin. Ihre bevorzugte Position ist das zentrale und offensive Mittelfeld.

## Karriere

### Verein
Nerea Eizagirre begann ihre Laufbahn als Fußballspielerin in ihrer Geburtsstadt bei Tolosa CF. Mit 14 Jahren wechselte sie in die Jugend von Añorga KKE aus Donostia-San Sebastián, einem Verein, der besonders für seine Frauenmannschaft bekannt ist, stieg nach nur einer Saison in die B-Mannschaft auf und debütierte in der Saison 2015/16 auch im ersten Kader, der zu jener Zeit in der zweiten Spielklasse vertreten war. Im Sommer 2016 verpflichtete Real Sociedad die junge Mittelfeldspielerin und am 4. September debütierte sie in der Primera División. In den ersten Jahren kam Nerea Eizagirre zumeist von der Bank, doch ab 2018/19 spielte sie sich in die Stammelf. In jener Spielzeit gewann ihr Klub durch ein 2:1 im Endspiel gegen Atlético Madrid den spanischen Pokal. Der Durchbruch gelang Nerea Eizagirre in der Saison 2020/21, als sie in 33 von 34 Ligabegegnungen zum Einsatz kam und dabei 13 Tore für ihre Mannschaft erzielen konnte. Damit war sie zusammen mit der Stürmerin Amaiur Sarriegi beste Torschützin im Team. Nach dem Abgang von Nahikari García im Sommer 2021 übernahm die Mittelfeldspielerin trotz ihres jungen Alters von dieser die Kapitänsschleife.

### Nationalmannschaft
Nerea Eizagirre bestritt mit der spanischen U-17-Nationalmannschaft die EM 2016, kam jedoch nur in zwei Gruppenspielen zum Einsatz. Spanien unterlag erst im Endspiel der deutschen Auswahl im Elfmeterschießen. Wenig später nahm sie in dieser Altersklasse auch an der Weltmeisterschaft teil, wo ihre Nationalmannschaft nach einer Halbfinalniederlage gegen Japan und einem anschließenden Sieg gegen Venezuela Platz drei erreichte. Im Jahr 2017 gelangte sie mit Spanien abermals ins Endspiel und unterlag erneut Deutschland im Elfmeterschießen. Ihr erster Titelgewinn glückte Nerea Eizagirre mit der U-19-Nationalmannschaft bei der EM 2018. Diesmal gewannen die Ibererinnen das Endspiel mit 1:0 gegen Deutschland. Bei der EM 2019 erreichte Nerea Eizagirre mit Spanien das Halbfinale, wo man Frankreich mit 1:3 nach Verlängerung unterlag.
Am 23. Oktober 2020 debütierte Nerea Eizagirre im Zuge der EM-Qualifikation 2022 bei einem 4:0-Sieg gegen Tschechien in der A-Nationalmannschaft.

## Erfolge
Real Sociedad
- Spanischer Pokal: 2019

Spanische Nationalmannschaft
- U-19-Fußball-Europameisterschaft der Frauen: 2018